# Queerty
Queerty es una revista en línea y un periódico en línea que cubre noticias y estilos de vida orientados a la comunidad LGBT, fundada en 2005 por David Hauslaib. En junio de 2015, el sitio tenía más de cinco millones de visitantes únicos mensuales. A finales de 2016, el sitio SimilarWeb lo clasificó como el cuarto sitio LGBT más visitado del mundo, después del sitio The Advocate y antes de Out.com.

## Historia
Queerty fue fundada por David Hauslaib en 2005 con Bradford Shellhammer como editor fundador. El sitio cerró sus operaciones brevemente en 2011 antes de ser vendido a Q.Digital, Inc., que actualmente lo posee y lo opera.
Newsweek llamó a Queerty «un sitio líder en temas de homosexuales» en 2010. Michael Ryan en el libro Cultural Studies: A Practical Introduction dijo: «En sitios como Queerty, se puede difundir información, discutir temas y emprender acciones políticas de una manera que no es posible en los medios de prensa generalistas».
El sitio otorga los Premios Queerty o «Queerties», en los que sus lectores votan por «lo mejor de los medios y la cultura LGBTQ» cada mes de marzo.